# 면역
생물학에서 면역(免疫, immunity)은 몸 안에 들어온 병원체인 항원에 대하여 항체가 만들어져서 다음에 같은 항원이 침입하여도 다시 발병하지 않도록 저항력을 가지게 된 것. 즉, 면역시스템이 전제된 생물이 감염이나 질병에 대항하여 병원균을 죽이거나 무력화하는 작용 또는 그 상태를 말한다. 유해한 미생물의 침입을 방어하는 작용을 한다. 태어날 때부터 가지고 있는 선천 면역(자연 면역 또는 자연 치유력)과 감염이나 예방 접종 등을 통해 얻는 후천 면역(획득 면역)으로 나뉜다.
|                       |                       | 면역                  |                       |                       |                       |  |  |                  |                  |                  |                  |                  |                  |  |  |                       |                       |                       |                       |                       |                       |           |           |                       |                       |                       |                       |                       |                       |  |  |  |  |  |  |  |  |  |  |  |  |
|                       |                       |                       |                       |                       |                       |  |  |                  |                  |                  |                  |                  |                  |  |  |                       |                       |                       |                       |                       |                       |           |           |                       |                       |                       |                       |                       |                       |  |  |  |  |  |  |  |  |  |  |  |  |
|                       |                       |                       |                       |                       |                       |  |  |                  |                  |                  |                  |                  |                  |  |  |                       |                       |                       |                       |                       |                       |           |           |                       |                       |                       |                       |                       |                       |  |  |  |  |  |  |  |  |  |  |  |  |
| 후천 면역             | 후천 면역             | 후천 면역             | 후천 면역             | 후천 면역             | 후천 면역             |  |  | 선천 면역        | 선천 면역        | 선천 면역        | 선천 면역        | 선천 면역        | 선천 면역        |  |  |                       |                       |                       |                       |                       |                       |           |           |                       |                       |                       |                       |                       |                       |  |  |  |  |  |  |  |  |  |  |  |  |
| 후천 면역             | 후천 면역             | 후천 면역             | 후천 면역             | 후천 면역             | 후천 면역             |  |  | 선천 면역        | 선천 면역        | 선천 면역        | 선천 면역        | 선천 면역        | 선천 면역        |  |  |                       |                       |                       |                       |                       |                       |           |           |                       |                       |                       |                       |                       |                       |  |  |  |  |  |  |  |  |  |  |  |  |
|                       |                       |                       |                       |                       |                       |  |  |                  |                  |                  |                  |                  |                  |  |  |                       |                       |                       |                       |                       |                       |           |           |                       |                       |                       |                       |                       |                       |  |  |  |  |  |  |  |  |  |  |  |  |
| 자연 면역             | 자연 면역             | 자연 면역             | 자연 면역             | 자연 면역             | 자연 면역             |  |  |                  |                  |                  |                  |                  |                  |  |  |                       |                       | 인공 면역             | 인공 면역             | 인공 면역             | 인공 면역             | 인공 면역 | 인공 면역 |                       |                       |                       |                       |                       |                       |  |  |  |  |  |  |  |  |  |  |  |  |
| 자연 면역             | 자연 면역             | 자연 면역             | 자연 면역             | 자연 면역             | 자연 면역             |  |  |                  |                  |                  |                  |                  |                  |  |  |                       |                       | 인공 면역             | 인공 면역             | 인공 면역             | 인공 면역             | 인공 면역 | 인공 면역 |                       |                       |                       |                       |                       |                       |  |  |  |  |  |  |  |  |  |  |  |  |
|                       |                       |                       |                       |                       |                       |  |  |                  |                  |                  |                  |                  |                  |  |  |                       |                       |                       |                       |                       |                       |           |           |                       |                       |                       |                       |                       |                       |  |  |  |  |  |  |  |  |  |  |  |  |
| 수동 면역 (모자 면역) | 수동 면역 (모자 면역) | 수동 면역 (모자 면역) | 수동 면역 (모자 면역) | 수동 면역 (모자 면역) | 수동 면역 (모자 면역) |  |  | 능동 면역 (감염) | 능동 면역 (감염) | 능동 면역 (감염) | 능동 면역 (감염) | 능동 면역 (감염) | 능동 면역 (감염) |  |  | 수동 면역 (항체 이입) | 수동 면역 (항체 이입) | 수동 면역 (항체 이입) | 수동 면역 (항체 이입) | 수동 면역 (항체 이입) | 수동 면역 (항체 이입) |           |           | 능동 면역 (예방 접종) | 능동 면역 (예방 접종) | 능동 면역 (예방 접종) | 능동 면역 (예방 접종) | 능동 면역 (예방 접종) | 능동 면역 (예방 접종) |  |  |  |  |  |  |  |  |  |  |  |  |

## 선천 면역
면역은 다세포 생물이 해로운 미생물이 침입하는 것을 막아내는 능력이다. 면역에는 특이 구성 요소와 비특이 구성 요소가 모두 포함된다. 비특이적 요소는 항원 구성에 관계없이 광범위한 병원체에 대하여 장벽 또는 제거제로서 작용한다. 면역계의 또 다른 요소인 특이 구성요소는 발생하는 새로운 질병에 적응하여 해당 병원체에 특화된 면역을 생성할 수 있다.
면역계는 선천적 혹은 후천적인 요소로 이루어질 수 있다. 예를 들어, 포유류의 선천적 면역은 이물질을 인식하고 반응하도록 프로그램된 원시 골수 세포로 구성된다. 적응 시스템은 림프구로 구성되는데, 이는 자기 자신을 인식하고 반응하지 않도록 프로그램 되어 있다. 이상이 발생한 세포와 그렇지 않은 세포를 구분하여 표적이 된 세포에만 반응하는 것이다. 이물질에 대한 반응은 염증(inflammation)이라고 하고 자기 자신에 대한 비 반응은 면역이라고 할 수 있다. 따라서 "건강"이라는 것은 면역계의 두 구성 요소가 인체안에서 자기 자신은 보호하면서 이물질로 구분된 물질에 대해서는 염증과 면역반응을 일으켜 제거하는 역동적인 상태라고 할 수 있을 것이다. 같은 논리로 “질병”이란 이물질이 제거되지 않거나 이물질이 아니라 자신에 대해 면역계가 작동하는 상태가 된다.
자연 면역이라고도 하는 선천 면역은 유기체 구성, 즉 외부 자극이나 기존 감염 없이 유전자 구성으로 인해 존재하며 다음의 두 가지로 나눌 수 있다.
(a) 비특이적 선천성 면역, 일반적으로 모든 감염에 대한 내성.
(b) 특정 선천성 면역, 특정 종류의 미생물에 대한 내성. 따라서 일부 종족, 특정 개인 또는 농업 종은 특정 전염병에 걸리지 않을 수 있다.
후천 면역은 질병 유발원과 우연한 접촉을 통해 '자연적으로 획득한' 면역이 인체에 어떻게 형성되는 방식에 따라 세분화되거나, 백신 접종처럼 의도적인 활동에 따라 전개되는 '인공적으로 획득 한 면역'으로 분류된다. 더 나아가 자연적 또는 인공적으로 획득된 면역은 숙주가 능동면역, 즉 항원에 의해 면역을 형성하고 또한 장기 내지 평생 지속되는지 여부에 따라 더 세분화 될 수 있다. 수동 면역은 면역 숙주로부터 항체 또는 활성화 된 T- 세포의 전달 (주입 또는 주입)을 통해 획득되고; 수명이 짧으며 대개 몇 개월 정도 지속된다.

## 후천 면역

### 수동 면역
수동 면역은 한 개체에서 다른 개체로 이미 형성된 항체의 형태를 띠고 능동 면역이 전이되는 것이다. 태반을 통해서 어머니의 항체가 태아에게 전달될 때 수동 면역은 자연적으로 일어날 수 있다. 또한 병원체이나 독소에 특화된 인간의 (또는 말의) 항체가 면역을 가지지 않은 개체에게 전달될 때 인공적으로 유발될 수도 있다. 수동 접종은 감염의 위험이 높거나 또는 신체가 면역 반응을 발달시키거나 진행되고 있는 질병의 증상을 완화시킬 시간이 부족할 때 이용된다. 수동 면역은 즉각적인 효과를 제공하지만, 신체는 항원을 기억하지 못하므로 환자는 이후에도 동일한 병원체에 의해 감염될 위험이 있다.

### 능동 면역
병원체에 의해 보조 T세포가 활성화되고 보조 T세포가 B세포와 T세포를 분열하라고 자극을 주고 활성화되면 기억 B세포와 기억 T세포가 발달하고 1차 면역 반응이 일어난다. 동물의 일생 동안 이러한 기억 세포는 각각의 병원체를 기억할 것이며, 그 병원체가 다시 감지되면 강력한 2차 반응을 활성화시킨다. 신체의 면역 시스템은 미래의 감염에 대비하므로 이러한 면역의 형태는 능동적이며 후천적이다.

## 같이 보기
- 면역계
- 체액 면역
- 세포성 면역